# 周嘉
周嘉（？—？），字惠文，汝南郡安城縣（今河南省商水縣）人，東漢零陵太守。

## 生平
王莽末年，周嘉當時擔任郡主簿，賊軍進攻汝陽城，周嘉隨太守何敞討賊，何敞遭流矢擊中，賊軍圍繞數十重，周嘉以自身保護何敞。呵斥賊軍說：「你們都是別人的奴隸，為賊作亂已是大逆，居然還打算殺害太守？我周嘉願用自己的命換取太守的命。」於是仰天大哭。賊軍相視說：「這是義士啊！」於是將周嘉的車馬還給他，並遣送他離開。
太守寇恂舉薦周嘉爲孝廉，周嘉被任命為尚書侍郎。漢光武帝召見周嘉，詢問周嘉當年遇難的事。周嘉回答說：「太守身負重傷，命懸於賊軍之手，臣膽怯，沒能殉難。」漢光武帝說：「這是長者阿。」於是詔令讓周嘉娶公主，周嘉聲稱自己患有重病而辭退。
周嘉後來擔任零陵太守，在職七年後逝世。零陵的人們歌頌其遺愛，官吏百姓爲他立祠。

## 家族

### 高祖父
- 周燕，西漢時擔任郡決曹掾。[5]

### 從弟
- 周暢，字伯持，[6]東漢光祿勳。

### 同族
周燮、周磐

## 延伸阅读
[在维基数据编辑]
 《後漢書/卷81》，出自范晔《後漢書》
 《東觀漢記》